# Antipathes densa
Antipathes densa är en korallart som beskrevs av Silberfeld 1909. Antipathes densa ingår i släktet Antipathes och familjen Antipathidae. Inga underarter finns listade i Catalogue of Life.